# Associazione Calcio Pisa 1909 2010-2011
Questa voce raccoglie le informazioni riguardanti l'AC Pisa 1909 nelle competizioni ufficiali della stagione 2010-2011.

## Stagione
Dopo aver conquistato il primo posto nel girone D della Serie D, nell'estate 2010 si apre per la società nerazzurra la possibilità di non disputare la Serie C2, ma di passare direttamente in Lega Pro Prima Divisione (la ex Serie C1), grazie all'esclusione di numerose società dalla medesima categoria. Il 4 agosto viene dato l'annuncio ufficiale dell'ammissione del Pisa in Prima Divisione.
I neroazzurri vengono inseriti nel girone B, vale a dire quello delle squadre meridionali con l'aggiunta delle tre toscane (oltre ai pisani, vi sono anche Lucchese e Viareggio).
Quanto al calciomercato, il Pisa conferma buona parte dei giocatori che hanno conquistato la promozione l'anno precedente: tra le cessioni più rilevanti vi sono gli argentini Lucas Cantoro e Chiesa, capitan Vagnati e il mediano Caleri, tra gli acquisti spiccano il pisano Christian Amoroso, l'esterno destro Luca Tabbiani ed i ritorni di Simone Calori e Giovanni Passiglia.
Il campionato dei nerazzurri inizia con due pareggi a cui seguono due sconfitte ed altri due pareggi; la prima vittoria arriva il 3 ottobre contro il Taranto a cui segue quella della settimana seguente con la Cavese. Da lì in poi inizia una fase calante con pareggi e sconfitte che porteranno all'esonero di Stefano Cuoghi. A fine novembre siede quindi sulla panchina pisana Leonardo Semplici che debutta con una vittoria nel derby col Viareggio, ma le partite successive non sono positive nonostante il mercato di riparazione (che porta alle cessioni di Tabbiani e di Miani, e agli ingaggi di Pedro Oliveira, Diego Raimondi e Mariano Stendardo). La gestione Semplici porta complessivamente 8 punti in 9 partite che fanno sprofondare la squadra in piena zona retrocessione: il tecnico toscano viene esonerato a metà febbraio.
Il 21 febbraio arriva quindi il terzo allenatore della stagione, Dino Pagliari, che fa subito cambiare passo ai nerazzurri. La prima partita con il nuovo allenatore corrisponde alla prima vittoria esterna stagionale (0-1 a Cava dei Tirreni) e da lì in poi le prestazioni della squadra sono in crescendo, in particolare il Pisa riesce a vincere tutte le rimanenti partite casalinghe. Complessivamente sotto la gestione-Pagliari il Pisa totalizza 20 punti in 10 gare e la squadra riesce così a salvarsi con una giornata di anticipo dopo il pari 1-1 a Viareggio. Da segnalare nel finale di stagione le buone prestazioni di Jacopo Fanucchi, centrocampista offensivo arrivato in prestito dall'Empoli in gennaio, in grado di segnare in tutte le ultime sei giornate.

## Rosa
| N. |                      | Ruolo | Calciatore           |
| -- | -------------------- | ----- | -------------------- |
|    | Italia (bandiera)    | P     | Davide Adornato      |
|    | Italia (bandiera)    | P     | Ivan Lanni           |
|    | Italia (bandiera)    | P     | Maurizio Pugliesi    |
|    | Italia (bandiera)    | D     | Fabrizio Anselmi     |
|    | Francia (bandiera)   | D     | Gerard Thierry Audel |
|    | Italia (bandiera)    | D     | Nicola Bizzotto      |
|    | Italia (bandiera)    | D     | Simone Calori        |
|    | Italia (bandiera)    | D     | Riccardo Cossu       |
|    | Italia (bandiera)    | D     | Francesco Gagliardi  |
|    | Italia (bandiera)    | D     | Roberto Gimmelli     |
|    | Argentina (bandiera) | D     | Diego Raimondi       |
|    | Italia (bandiera)    | D     | Samuele Sereni       |
|    | Italia (bandiera)    | D     | Mariano Stendardo    |
|    | Italia (bandiera)    | D     | Matteo Ton           |
|    | Italia (bandiera)    | C     | Giovanni Passiglia   |
|    | Italia (bandiera)    | C     | Christian Amoroso    |
|    | Italia (bandiera)    | C     | Marco Ilari          |
|    | Nigeria (bandiera)   | C     | Kenneth Obodo        |

| N. |                       | Ruolo | Calciatore         |
| -- | --------------------- | ----- | ------------------ |
|    | Italia (bandiera)     | C     | Cristiano Caleri   |
|    | Italia (bandiera)     | C     | Alberto Reccolani  |
|    | Italia (bandiera)     | C     | Gianluca Doveri    |
|    | Italia (bandiera)     | C     | Luca Negrini       |
|    | Italia (bandiera)     | C     | Matteo Anania      |
|    | Italia (bandiera)     | C     | Francesco Favasuli |
|    | Francia (bandiera)    | C     | Ludovic Saline     |
|    | Italia (bandiera)     | C     | Giovanni Scampini  |
|    | Italia (bandiera)     | C     | Luca Tabbiani      |
|    | Portogallo (bandiera) | C     | Pedro Oliveira     |
|    | Italia (bandiera)     | C     | Jacopo Fanucchi    |
|    | Italia (bandiera)     | A     | Marco Carparelli   |
|    | Italia (bandiera)     | A     | Manolo Mosciaro    |
|    | Italia (bandiera)     | A     | Simone Miani       |
|    | Italia (bandiera)     | A     | Leonardo Perez     |
|    | Brasile (bandiera)    | A     | Wellington         |
|    | Italia (bandiera)     | A     | Federico Cerone    |
|    | Italia (bandiera)     | A     | Marco Guidone      |

## Risultati

### Campionato

#### Girone di andata
| Arbitro: | Merlino (Udine) |

|              |           |                 |
| Gimmelli 44’ | Marcatori | 75’ L. Castaldo |

| Arbitro: | Cafari Panico (Cassino) |

|               |           |                |
| Infantino 45’ | Marcatori | 87’ Carparelli |

| Arbitro: | Ripa (Nocera Inferiore) |

|  |           |                            |
|  | Marcatori | 34’ Balzano 61’ D. Ciofani |

| Arbitro: | Soricaro (Barletta) |

|                         |           |  |
| Tozzi Borsoi 40’ (rig.) | Marcatori |  |

| Arbitro: | De Benedictis (Bari) |

|                     |           |                   |
| Mosciaro 55’ (rig.) | Marcatori | 40’ (rig.) Corona |

| Cosenza 26 settembre 2010, ore 15:00 CET 6ª giornata | Cosenza               | 0 – 0 | Pisa | Stadio San Vito\| Arbitro: \| Abbattista (Molfetta) \| |
| Arbitro:                                             | Abbattista (Molfetta) |       |      |                                                        |

| Arbitro: | Gallo (Barcellona Pozzo di Gotto) |

|                     |           |               |
| Carparelli 43’, 70’ | Marcatori | 77’ Innocenti |

| Arbitro: | Sguizzato (Verona) |

|              |           |  |
| Mosciaro 79’ | Marcatori |  |

| Arbitro: | Carbone (Napoli) |

|             |           |                |
| Marotta 61’ | Marcatori | 90+2’ Tabbiani |

| Arbitro: | Viti (Campobasso) |

|           |           |                     |
| Miani 52’ | Marcatori | 43’ (rig.) Clemente |

| Arbitro: | Santonocito (Abbiategrasso) |

|                |           |                  |
| Falcinelli 29’ | Marcatori | 90+4’ Carparelli |

| Arbitro: | Borriello (Mantova) |

|                |           |                          |
| Carparelli 29’ | Marcatori | 64’ Agodirin 74’ Insigne |

| Arbitro: | Cifelli (Campobasso) |

|                   |           |                               |
| Petta 8’ Cosa 18’ | Marcatori | 20’ Miani 92’ (rig.) Mosciaro |

| Arbitro: | Saia (Palermo) |

|                |           |                |
| Carparelli 16’ | Marcatori | 61’ Mammarella |

| Arbitro: | Monaco (Tivoli) |

|                                             |           |  |
| Cavalli 19’ (rig.) Del Core 32’ (rig.), 55’ | Marcatori |  |

| Arbitro: | Viti (Campobasso) |

|              |           |  |
| Mosciaro 74’ | Marcatori |  |

| Arbitro: | Gavillucci (Latina) |

|                    |           |                       |
| Cardinale 45’, 87’ | Marcatori | 12’ (rig.) Carparelli |

#### Girone di ritorno
| Arbitro: | Albertini (Ascoli Piceno) |

|                                      |           |                         |
| Negro 5’ Catania 48’ L. Castaldo 66’ | Marcatori | 24’ Passiglia 37’ Miani |

| Arbitro: | Cifelli (Campobasso) |

|                           |           |                                 |
| Fanucchi 55’ Mosciaro 62’ | Marcatori | Obodo 19’ (aut.) Simoncelli 43’ |

| Arbitro: | Ceccarelli (Terni) |

|                                                  |           |              |
| Pelagias 34’ Franchini 58’ D. Ciofani 56’ (rig.) | Marcatori | 18’ Mosciaro |

| Arbitro: | Pasqua (Tivoli) |

|                       |           |  |
| Carparelli 27’ (rig.) | Marcatori |  |

| Arbitro: | Bellutti (Trento) |

|                  |           |  |
| Scognamiglio 65’ | Marcatori |  |

| Arbitro: | Barbiero (Vicenza) |

|                                   |           |                        |
| Carperelli 60’ Pedro Oliveira 82’ | Marcatori | 69’ Fiore 84’ Thackray |

| Arbitro: | Adducci (Paola) |

|                             |           |             |
| Chiaretti 9’ Ousmane Sy 30’ | Marcatori | 63’ Guidone |

| Arbitro: | Gallo (Barcellona Pozzo di Gotto) |

|  |           |             |
|  | Marcatori | 86’ Guidone |

| Arbitro: | Coccia (San Benedetto del Tronto) |

|                        |           |  |
| Ilari 35’ Fanucchi 75’ | Marcatori |  |

| Arbitro: | Sguizzato (Verona) |

|            |           |  |
| Evacuo 77’ | Marcatori |  |

| Arbitro: | Gavillucci (Latina) |

|                |           |  |
| Carparelli 37’ | Marcatori |  |

| Arbitro: | Barbeno (Brescia) |

|                                        |           |              |
| Insigne 43’ (rig.), 65’ (rig.) Sau 54’ | Marcatori | 85’ Fanucchi |

| Arbitro: | Manganiello (Pinerolo) |

|                          |           |  |
| Fanucchi 2’ Favasuli 93’ | Marcatori |  |

| Arbitro: | Fogliano (Perugia) |

|               |           |              |
| Sacilotto 36’ | Marcatori | 38’ Fanucchi |

| Arbitro: | Di Paolo (Avezzano) |

|                               |           |               |
| Obodo 15’ Fanucchi 87’ (rig.) | Marcatori | 2’ Ceppitelli |

| Arbitro: | Fabbri (Ravenna) |

|           |           |                    |
| Fiale 15’ | Marcatori | 1’ (rig.) Fanucchi |

| Arbitro: | Zivelli (Torre Annunziata) |

|                                           |           |  |
| Obodo 35’ Fanucchi 48’ 60’ Carparelli 79’ | Marcatori |  |

### Coppa Italia Lega Pro

#### Girone F
| Arbitro: | Benassi (Bologna) |

|                      |           |                 |
| Obodo 10’ Cerone 14’ | Marcatori | 4’ (rig.) Pippi |

| 18 agosto 2010 2ª giornata |  | – Turno di riposo Pisa |  |  |

| Arbitro: | La Penna (Roma) |

|                    |           |                                          |
| M. De Agostini 11’ | Marcatori | 55’ Miani 60’, 67’ Carparelli 81’ Doveri |

| Arbitro: | Monaco (Tivoli) |

|                               |           |            |
| Perez 1’ Miani 26’ Saline 66’ | Marcatori | 55’ Loseto |

| Arbitro: | Romani (Modena) |

|  |           |           |
|  | Marcatori | 73’ Miani |

#### Fase ad Eliminazione
| Arbitro: | Vallesi (Pisa) |

|                         |           |                            |
| Pompei 47’ Caturano 66’ | Marcatori | 18’ Saline 89’, 116’ Miani |

| Arbitro: | Bindoni (Venezia) |

|  |           |           |
|  | Marcatori | 20’ Perez |

#### Terzo turno - Girone A
| Arbitro: | Bellotti (Verona) |

|              |           |           |
| Di Sabato 6’ | Marcatori | 19’ Perez |

| Arbitro: | Cafari Panico (Ciampino) |

|                    |           |              |
| Obodo 5’ Perez 40’ | Marcatori | 61’ N. Russo |

| Arbitro: | Saia (Palermo) |

|                            |           |  |
| Maury 16’ N. Tarantino 21’ | Marcatori |  |

| Arbitro: | De Faveri (San Donà di Piave) |

|           |           |            |
| Obodo 27’ | Marcatori | 49’ Corona |

## Statistiche
Statistiche aggiornate al 15 maggio 2011
| Competizione          | Punti | In casa | In casa | In casa | In casa | In casa | In casa | In trasferta | In trasferta | In trasferta | In trasferta | In trasferta | In trasferta | Totale | Totale | Totale | Totale | Totale | Totale |  |
| Competizione          | Punti | G       | V       | N       | P       | Gf      | Gs      | G            | V            | N            | P            | Gf           | Gs           | G      | V      | N      | P      | Gf     | Gs     |  |
| --------------------- | ----- | ------- | ------- | ------- | ------- | ------- | ------- | ------------ | ------------ | ------------ | ------------ | ------------ | ------------ | ------ | ------ | ------ | ------ | ------ | ------ |  |
| Campionato            | 43    | 17      | 9       | 6       | 2       | 25      | 14      | 17           | 1            | 7            | 9            | 13           | 27           | 34     | 10     | 12     | 11     | 39     | 40     |  |
| Coppa Italia Lega Pro | -     | 4       | 3       | 1       | 0       | 8       | 4       | 6            | 4            | 1            | 1            | 10           | 6            | 10     | 7      | 2      | 1      | 18     | 10     |  |
| Totale                | -     | 21      | 12      | 8       | 2       | 33      | 18      | 23           | 5            | 8            | 10           | 24           | 32           | 44     | 17     | 15     | 12     | 57     | 50     |  |